# Rotschwingen-Bronzekuckuck
Der Rotschwingen-Bronzekuckuck (Chrysococcyx meyerii, Syn.: Chrysococcyx meyeri, Chalcites meyerii) ist eine Kuckucksart, die auf Neuguinea vorkommt. Der wissenschaftliche Name ehrt den Entdecker der Art, den Ornithologen Adolf Bernhard Meyer.

## Merkmale
Der Rotschwingen-Bronzekuckuck ist ein kleiner Kuckuck, der etwa 15 cm groß wird. Die Oberseite des Gefieders ist grün-glänzend mit braun schimmernden Bereichen. Der Ohrenfleck ist weiß. Die Brust ist weiß mit grün-brauner Sperberung. Namensgebend sind die auffallend rot gefärbten Handschwingen. Der Geschlechtsdimorphismus ist wenig ausgeprägt, das Weibchen hat im Gegensatz zum Männchen eine rot-braune Stirnpartie.

## Verbreitung
Der Rotschwingen-Bronzekuckuck kommt nur auf Neuguinea vor. Im Gegensatz zu seinem sympatrisch verbreiteten nahen Verwandten, dem Rothals-Bronzekuckuck, bewohnt er tiefer liegende Gebiete der Insel. Es liegen keine Populationsgrößenschätzungen vor, jedoch wird aufgrund der Größe des Verbreitungsgebietes von keiner Gefährdung der Art ausgegangen.

## Lebensweise
Bevorzugte Habitate des Rotschwingen-Bronzekuckucks sind Wälder und Gartenanlagen des Tieflandes. Die Nahrung besteht hauptsächlich aus Raupen, die von Blättern gepickt werden. Wahrscheinlich ist der Rotschwingen-Bronzekuckuck wie alle anderen Chrysococcyxarten ein Brutparasit.

## Etymologie und Forschungsgeschichte
Adolf Bernhard Meyer (1840–1911) hatte für den Rotschwingen-Bronzekuckuck bei seiner Erstbeschreibung den Namen Chrysococcyx splendidus verwendet. Das Typusexemplar hatte er von seiner Reise aus Neuguinea mitgebracht. Als die italienische Regierung von Luigi Maria d’Albertis (1841–1901) eine Sammlung mit 650 Bälgen von etwa 190 Arten kaufte, fiel Tommaso Salvadori (1835–1923) die Aufgabe zu, diese zu beschreiben. In seiner Analyse stellte Salvadori fest, dass George Robert Gray bereits Cuculus splendidus für den Smaragdkuckuck (heute Chrysococcyx cupreus) verwendet hatte. Deshalb widmete er den neuen Namen seinem Erstentdecker, um damit den Internationalen Regeln für die Zoologische Nomenklatur gerecht zu werden.
Der Name Chrysococcyx setzt sich aus den griechischen Worten khrusos für Gold und kokkux für Kuckuck zusammen.